# Anton Benedix
Anton Benedix (* 18. September 1993 in Lörrach) ist ein deutscher Radrennfahrer. Er gilt als Sprintspezialist.
Seinen bis dahin größten Erfolg erzielte Benedix als Mitglied des Teams Embrace The World bei der Tour du Faso 2019, als er die vierte Etappe im Sprint des Pelotons gewann. Im selben Jahr gewann er nach langer Flucht die 5. Etappe der Tour du Sénégal im Sprint einer vierköpfigen Spitzengruppe.

## Erfolge
2019
- eine Etappe Tour du Faso
- eine Etappe Tour du Sénégal